# Petit lac Onatchiway
Pour les articles homonymes, voir Onatchiway.
Le Petit lac Onatchiway est un plan d'eau douce du bassin versant de la rivière Shipshaw, coulant dans le territoire non organisé de Mont-Valin, dans la municipalité régionale de comté (MRC) Le Fjord-du-Saguenay, dans la région administrative de la Saguenay-Lac-Saint-Jean, dans la province de Québec, au Canada.
La foresterie constitue la principale activité économique du secteur. Les activités récréotouristiques arrivent en second.
Une route forestière remonte vers le Nord en empruntant la vallée de la rivière Shipshaw, et passe du côté Ouest du Petit lac Onatchiway. Cette route est particulièrement utile pour les besoins de la foresterie et des activités récréotouristiques,,.
La surface du Petit lac Onatchiway est habituellement gelée de la fin novembre au début avril, toutefois la circulation sécuritaire sur la glace se fait généralement de la mi-décembre à la fin mars.

## Géographie
Le Petit lac Onatchiway est un plan d'eau connexe et en amont au nord du lac Onatchiway. Ces deux plans d'eau constituent des élargissements de la rivière Shipshaw, un tributaire de la rivière Saguenay.
Les principaux bassins versants voisins du Petit lac Onatchiway sont :
- côté Nord : rivière Shipshaw, réservoir Pipmuacan, rivière Manouaniche, rivière aux Chutes ;
- Côté Est : rivière Onatchiway, lac Maria-Chapdelaine, rivière aux Sables, rivière Portneuf, lac Poulin-De Courval ;
- côté Sud : rivière de la Boiteuse, rivière Shipshaw, rivière Onatchiway, lac Onatchiway, rivière des Huit Chutes, rivière Nisipi ;
- côté Ouest : rivière Péribonka, rivière Alex[1].

Le Petit lac Onatchiway comporte une longueur de 11,4 km, une largeur maximale de 2,0 km et une altitude de 302 m. Ce plan d’eau reçoit du côté Nord les eaux de la rivière Shipshaw ; du côté Est, la rivière Onatchiway ; du côté Ouest, deux décharges de lacs non identifiés. Ce lac comporte de haute falaise du côté Est et une grande plaine avec deux zones de marais du côté Ouest.
Le Petit lac Onatchiway est situé entièrement en milieu forestier dans le territoire non organisé de Mont-Valin. Il est enclavé entre les montagnes dont les principaux sommets atteignent 638 m à l’Est, 447 m à l’Ouest et 610 m au Nord.
L’embouchure du Petit lac Onatchiway est localisée à :
- 18,3 km à l’Est de la rivière Péribonka ;
- 29,4 km au Sud du barrage à l’embouchure du lac Pamouscachiou (réservoir Pipmuacan) ;
- 140,9 km au Nord-Ouest de l’embouchure de la rivière Saguenay ;
- 73,9 km au Nord-Est du centre-ville de Alma ;
- 70,0 km au Nord de l’embouchure de la rivière Shipshaw[4],[1].

À partir du barrage à l’embouchure du Petit lac Onatchiway, le courant traverse le lac Onatchiway sur 10,3 km vers le Sud, descend la rivière Shipshaw vers le Sud, puis traverse le lac La Mothe, avant de se déverser sur la rive Nord de la rivière Saguenay.

## Toponymie
En 1889, l'arpenteur-géomètre L. Stein indique le « Petit lac Onatchiway » en faisant une description du bassin de la rivière Shipshaw. Le toponyme « Petit lac Onatchiway » dérive du lac Onatchiway auquel un diminutif a été juxtaposé pour le particulariser.
La désignation toponymique « Onatchiway » serait une déformation du mot innu "unatshishineu" qui ferait allusion à la tromperie, à la duperie et au stratagème. Selon une tradition orale, les Innus auraient échappé à une poursuite iroquoise en bernant leurs ennemis par quelques stratagèmes amusants. Pendant plusieurs siècles, ce territoire des environs du lac Onatchiway a fait partie des domaines de chasse et de trappe des bandes innues.
Le toponyme « Petit lac Onatchiway » a été officialisé le 5 décembre 1968 par la Commission de toponymie du Québec, soit à la création de cette commission.